# Luis Bouza-Brey
Luis Bouza-Brey (Villagarcía de Arosa, 17 de agosto de 1945), es un analista político español.
Es profesor de Ciencias Políticas de la Universidad de Barcelona.

## De Galicia a Barcelona
Miembro de una familia de escritores y académicos gallegos, en 1964 cofunda el Partido Socialista Galego, de ideología nacionalista de izquierdas.
Se licencia por la Universidad de Santiago de Compostela, donde en los años siguientes trabaja como ayudante docente, hasta que en 1970 el rector de dicha Universidad le impidió seguir ejerciendo dicha función tras acusarle de ser "enemigo del Régimen y un peligro para el mismo"
Tras aquello se trasladó a Barcelona, donde escribe su tesis doctoral sobre las teorías de la modernización y el desarrollo político en los años ochenta. Allí militó en Convergència Socialista de Catalunya, formación que más tarde se integraría en el  Partido de los Socialistas de Cataluña (PSC). En 1986 pidió la baja del partido, según explica:
“me cansé de formar parte de un partido que no era coherente con los principios universales y cosmopolitas del socialismo”
Desde entonces se dedicó a la docencia en la facultad de Ciencias Políticas de la Universidad de Barcelona, donde sigue ejerciendo. Ha sido vicedecano de la Facultad de Económicas.

## Nuevos partidos
En 2006 se adhiere al movimiento cívico que da lugar al nacimiento de Ciudadanos-Partido de la Ciudadanía, militando en la agrupación de Sitges. Fue número 16 en la candidatura por Barcelona de la formación a las elecciones autonómicas de 2006, tres meses después de su fundación, en las que dicho partido obtuvo 3 diputados. En junio de 2007, con ocasión del II Congreso del partido, lidera una plataforma que reúne sensibilidades muy distintas bajo el nombre “Proyecto Ciudadano para la Regeneración Democrática”, que opta a alcanzar la mayoría en el Comité Ejecutivo de Ciudadanos.
Pero el haber sido fundador de un partido nacionalista en Galicia y la heterogeneidad de los miembros de su candidatura juegan en su contra y la elección de dicho Comité Ejecutivo, por parte de la Asamblea por el sistema de listas abiertas, da un resultado de 19 puestos para la candidatura de Albert Rivera y sólo uno para la candidatura encabezada por Bouza-Brey.
En los días siguientes, Rivera declara que cuenta con él “para tirar entre todos del carro” con vistas al crecimiento de Ciudadanos-Partido de la Ciudadanía en todo el territorio nacional. Pero Bouza-Brey decide rechazar la oferta y abandonar el partido. Le siguen algunos incondicionales. Todos ellos se integran en el partido Unión Progreso y Democracia, en fase de formación, y se les encarga desde la dirección de dicho partido responsabilizarse de la “Coordinadora electoral” en Barcelona. Esta está subordinada a la Coordinadora en Cataluña, en la que se producen enfrentamientos debido a las dificultades para implantarse en Cataluña y a rencillas internas. A los pocos meses dimiten 8 de sus 16 miembros, encabezados por Félix Pérez Romera, que se define como de izquierdas, en pugna con los que permanecen, identificados como liberales.
Bouza-Brey no parece en principio implicado en dicha ruptura, pero muy poco después, en diciembre de ese año, es el propio Bouza-Brey el que dimite como coordinador electoral de UPyD Barcelona, junto a la totalidad de los otros 8 componentes del "Comité Electoral Provincial". Sobre las razones se dan dos versiones contradictorias. La dirección de UPyD justificó tal dimisión colectiva afirmando que Bouza intentó imponer su propia candidatura en la lista electoral de Barcelona. Bouza-Brey lo negó, afirmando que dimitió “ante las maniobras de la Coordinadora en Cataluña”, de la que dijo que “bloqueaba” y “desautorizaba” a los Comités Provinciales.
Finalmente, el 4 de abril de 2009, anuncia en su blog personal su abandono de la militancia, acusando a la dirección de UPyD de "autoritarismo" y al partido de "falta de democracia interna".